# San Miguel de la Ribera
San Miguel de la Ribera è un comune spagnolo di 389 abitanti situato nella comunità autonoma di Castiglia e León.